# إبراهيم الهجري
إبراهيم الهجري أو أبو حسين إبراهيم الهجري أو إبراهيم الهجري الأول كما يُعرف في جبل العرب، هو رجلُ دينٍ درزي وُلد في القرن التاسع عشر عام 1804 في قرية أشرفية صحنايا إحدى قُرى غوطة دمشق في الدولةِ العثمانية وتوفي سنة 1840م عن عمرٍ لم يتجاوز الستة وثلاثين عاماً.

## سيرته
وُلد الشيخ إبراهيم الهجري لأًسرةٍ فقيرةٍ في الدولةِ العثمانية بقرية أشرفية صحنايا التابعة لغوطةِ دمشق؛ وهناك نشأ وتعلّم القراءة والكتابة على يدِ والده الشيخ محمود الهجري. وقد تعلق بالروحانيات قبل بلوغه سن الرشد؛ في فترة بلوغه تقريبا ارتحل مع والدع إلى جبل الدروز وقطن في منطقة قنوات خصيبة الأرض كثيفة الأشجار والأحراج في تلك الفترة فوجد لنفسه مسكناً برفقة من آتى معه وكان سكنه بدايةً لتصبح المنقطة مقصداً للسكان لما أخذته من أهميةٍ بعد مقطن الشيخ بها.
وقد عُرف بعذوبةِ لسانه وقدرته على الإيجادةِ في الكلام ارتجالاً. وكان ذائع الصيت في التقوى والصدقِ والأمانة مما جعله رجُل دينٍ بمكانة كبيرةٍ عند طائفة الموحدين الدروز.

## وفاته
توفي الشيخ إبراهيم الهجري ولهُ ستةٌ وثلاثون عاماً في جبلِ الدروز بمنطقةِ قنوات حيث سكن، وقد ترك مجموعةً من المُكاتبات التي خاطب بها المشايخ الدروز في بلادِ الشامِ إضافةً لديوانِ شعرٍ روحاني.